# Hayley Yelling
Hayley Yelling (née le 3 janvier 1974 à Dorchester) est une athlète britannique spécialiste des courses de fond.

## Carrière sportive
Elle se révèle lors de la saison 2004 en remportant la course individuelle des Championnats d'Europe de cross-country de Heringsdorf (Allemagne) dans le temps de 18 min 06 s. Elle s'illustre par ailleurs lors des épreuves sur piste en remportant quatre titres nationaux : sur 5 000 mètres en 2002, 2003 et 2006, et sur 10 000 mètres en 2003.
En 2009 à Dublin, Hayley Yelling s'adjuge son deuxième titre de championne d'Europe de cross-country après avoir bouclé les 8 018 mètres du parcours en 27 min 49 s, devançant finalement l'Espagnole Rosa María Morató et la Néerlandaise Adriënne Herzog.

## Palmarès
| Date | Compétition                            | Lieu                   | Place | Épreuve    |
| ---- | -------------------------------------- | ---------------------- | ----- | ---------- |
| 2004 | Championnats d'Europe de cross-country | Heringsdorf            | 1re   | Individuel |
| 2006 | Championnats d'Europe de cross-country | San Giorgio su Legnano | 6e    | Individuel |
| 2009 | Championnats d'Europe de cross-country | Dublin                 | 1re   | Individuel |

## Records personnels
| Épreuve         | Temps           | Date            | Lieu       |
| --------------- | --------------- | --------------- | ---------- |
| 3 000 m         | 9 min 11 s 74   | 5 juillet 2000  | Cardiff    |
| 5 000 m         | 15 min 16 s 44  | 23 juillet 2005 | Heusden    |
| 10 000 m        | 31 min 45 s 14  | 12 juin 2004    | Utrecht    |
| 10000 m (route) | 32 min 50 s 00  | 28 octobre 2007 | Portsmouth |
| Semi-marathon   | 1 h 14 min 52 s | 4 octobre 2003  | Vilamoura  |